# 천정욱

## 클럽 경력
천정욱은 천안축구센터 U-15, 한마음축구센터 U-18에서 성장한 후, 중원대학교를 거쳐 독립구단 SHFC에서 활약했다.  
2025년 6월 경남 FC로 임대 입단하며 K리그2 무대에 진입하였다. 메디컬 테스트를 통과한 뒤 빠르게 팀에 합류해 훈련을 소화하고 있다.

## 플레이 스타일
천정욱은 좌우 측면 수비와 미드필더를 모두 소화할 수 있는 멀티 자원으로, 빠른 발과 민첩한 드리블 능력을 갖추고 있다. 공격 전개 시 과감한 전진과 수비 시 성실한 위치 선정을 바탕으로 팀에 기여한다.

## 각오
입단 인터뷰에서 "K리그 무대를 밟게 되어 감사하다. 패기 있는 모습으로 팀에 보탬이 되겠다"고 밝혔다.